# Isla Sur (Argentina)
La isla Sur es una pequeña isla marítima deshabitada de la Argentina ubicada en el Departamento Florentino Ameghino de la Provincia del Chubut, cuyas medidas máximas son 320 m de longitud y 170 m de ancho máximo. Presenta una forma alargada oval con el eje mayor en sentido este-oeste. Se halla en el mar Argentino al suroeste de bahía Melo en el extremo norte del golfo San Jorge.
La isla Sur forma parte de un pequeño archipiélago ubicado a 5 km al sur de bahía Melo que también lo integran la isla Tova (encontrándose a 400 metros al sur de ésta), la isla Tovita, la isla Este, la isla Gaviota, los islotes Goëland, islote Gran Robredo, islote Pequeño Robredo, y varios otros islotes y rocas.
Se trata de una isla pedregosa, de playas rocosas y restingas costeras. En estas islas existían guaneras que fueron explotadas comercialmente hasta principios de la década de 1990.
En 2008 se creó el Parque Interjurisdiccional Marino Costero Patagonia Austral, el cual incluye a la isla Sur.